# Mustafa Fehmi Kubilay
 (juin 2018).
Si vous disposez d'ouvrages ou d'articles de référence ou si vous connaissez des sites web de qualité traitant du thème abordé ici, merci de compléter l'article en donnant les références utiles à sa vérifiabilité et en les liant à la section « Notes et références ».
Mustafa Fehmi Kubilay (1906-1930) est un héros national turc, considéré comme un martyr de la révolution kémaliste.
Kubilay est né à Kozan, Adana, Turquie d'une famille crétoise d'origine turque. Voulant d'abord devenir professeur, il a été envoyé dans la ville de Menemen durant son service militaire.
C'est dans cette ville qu'il a été tué le 23 décembre 1930 par un groupe d'islamistes pendant la révolte de Menemen.
Les Turcs commémorent chaque année la mort de Kubilay qui est devenu un symbole de la laïcité.